# Marioniscus spatulifrons
Marioniscus spatulifrons är en kräftdjursart som beskrevs av Barnard 1932. Marioniscus spatulifrons ingår i släktet Marioniscus och familjen Scyphacidae. Inga underarter finns listade i Catalogue of Life.